# ورزشگاه المپیک هلسینکی
 ورزشگاه المپیک هلسینکی (به فنلاندی: Helsingin olympiastadion) ورزشگاهی در شهر هلسینکی، فنلاند است.
این ورزشگاه در سال ۱۹۳۴ میلادی شروع به ساخته شده و در سال ۱۹۳۸ به بهره‌برداری رسیده است، ظرفیت آن ۴۰٬۶۰۰ نفر است.
این وزشگاه میزبان رویدادهای ورزشی مهم همچون بازی‌های المپیک تابستانی ۱۹۵۲، مسابقات جهانی دو و میدانی ۱۹۸۳ و مسابقات جهانی دو و میدانی ۲۰۰۵ بوده است